# Edmond Spapen
Edmond Spapen byl belgický zápasník. V roce 1928 na olympijských hrách v Amsterdamu vybojoval v bantamové váze stříbrnou medaili.